# Pinus squamata
Espèce
Classification phylogénétique
Statut de conservation UICN

 CR D : 
En danger critique
Pinus squamata ou Pin de Qiaojia (巧家五针松, en chinois) est une espèce de pin du genre Pinus, de la famille des Pinaceae. Endémique du nord-est de la province chinoise du Yunnan, cette espèce en danger majeur d'extinction comporte une vingtaine de représentants à 2 200 mètres d'altitude. Elle fait partie de la liste des 100 espèces les plus menacées au monde établie par l'UICN en 2012.

## Description
Découverte en 1991 par Pangzhao J.Q., l'espèce a été décrite par Li Xiangwang et possède des similarités avec l'espèce Pinus rzedowskii endémique du Mexique et d'autres espèces de pin à pignons.